# Santiago Fonacier
Santiago S. Fonacier (Laoag, 21 mei 1885 - Mandaluyong, 8 december 1977) was een Filipijns geestelijke, journalist en politicus.

## Biografie
Santiago Fonacier werd geboren op 21 mei 1885 in Laoag in de Filipijnse provincie Ilocos Norte. Na zijn middelbareschoolopleiding werd Fonacier opgeleid tot priester in een seminarie van de Philippine Independent Church (beter bekend als de Aglipayan Church). Na zijn priesterwijding in 1902 was hij twee jaar lang docent. Nadien werkte hij als journalist voor Spaanstalige tijdschriften als La Lucha, La Democratia en El Grito del Pueblo. Ook vertaalde hij Noli Me Tangere en El Filibusterismo, de twee bekende boeken van José Rizal in het Ilocano.
In 1912 werd Fonacier namens het eerste kiesdistrict van Ilocos Norte voor een termijn van vier jaar gekozen in het Filipijns Huis van Afgevaardigden. Bij de verkiezingen van 1919 werd hij namens het eerste senaatsdistrict gekozen tot lid van de Filipijnse Senaat. Drie jaar later werd hij herkozen. In 1925 werd hij bij herverkiezingen echter verslagen door tegenkandidaat Elpidio Quirino. Fonacier was delegatielid van een van de missies die door het Filipijnse parlement werden uitgezonden naar de Verenigde Staten om te pleiten voor onafhankelijkheid. Naast zijn politieke carrière was hij ook lange tijd lid van de raad van bestuur van de University of the Philippines, was hij lid van het Institute of National Language, de Board of Pardon and Parole en voorzitter van de National Textbook Board.
Fonacier was een van de oorspronkelijke volgelingen van de Philippine Independent Church, die in 1902 officieel werd opricht door Gregorio Aglipay. In 1933 werd Fonacier benoemd tot bisschop van de Aglipayan Church in Pangasinan. Na de dood van Aglipay in 1940 werd Fonacier zijn opvolger als leider van de kerk (Obispo Maximo). Deze periode werd gekenmerkt door allerlei schandalen en conflicten over de door de kerk te volgen lijn. Ook resulteerde dit in diverse rechtszaken. In 1946 werd Fonacier afgezet als bisschop en in 1957 werd hij bovendien geëxcommuniceerd uit de Anglipayan Church.
Fonacier overleed in 1977 op 92-jarige leeftijd in Medical City in Mandaluyong en werd begraven op het Manila Memorial Park. Hij was getrouwd met Carmen Jamias en had acht kinderen.